# دينيس كوسغروف
دينيس كوسغروف (بالإنجليزية: Denis Cosgrove)‏ هو جغرافي بريطاني، ولد في 3 مايو 1948 في ليفربول في المملكة المتحدة، وتوفي في 21 مارس 2008 في لوس أنجلوس في الولايات المتحدة بسبب سرطان.